# Újezd (Černilov)
Újezd (německy Aujest) je vesnice, část obce Černilov v okrese Hradec Králové. Nachází se asi 2,5 km na severozápad od Černilova. V roce 2009 zde bylo evidováno 84 adres. V roce 2001 zde trvale žilo 184 obyvatel.
Újezd leží v katastrálním území Újezd u Hradce Králové o rozloze 2,9 km2.

## Historie
První písemná zmínka o obci pochází z roku 1143.

## Pamětihodnosti
- Venkovská usedlost čp. 6
- Venkovská usedlost čp. 19
- Venkovská usedlost čp. 4
- Venkovská usedlost čp. 23
- Socha svatého Floriána (Újezd)